# DragonFly BSD
DragonFly BSD(드래건플라이 BSD)는 BSD계 운영 체제 가운데 하나로 FreeBSD-4.8에서 갈라져 나왔다. 1.4부터 pkgsrc를 기본 패키지 시스템으로 채택하고 있다. 전직 아미가 컴퓨터 프로그래머 매슈 딜런(Matthew Dillon)의 주도로 개발한다.

## 같이 보기
- PC-BSD
- DesktopBSD
- GhostBSD